# Prospalta prodita
Prospalta prodita là một loài bướm đêm trong họ Noctuidae.